# Епир
Вижте пояснителната страница за други значения на Епир.
Епир (на гръцки: Ήπειρος, Ипирос, на албански: Epir, Епир) е историко-географска област в западната част на Балканския полуостров, днес разделена между Гърция (Южен Епир) и Албания (Северен Епир).

## История
Руско-германският езиковед Макс Фасмер, отбелязвайки че към XV век Епир е изцяло албанизиран, изброява 418 славянски топонима в гръцката част на областта, запазени до наши дни: Гурляна, Липляна, Ковища, Буково, Вичища, Корнещи, Ряхово, Вачина, Горци, Рапища, Могилица, Гралища, Винища, Глоговица, Буковица, Лясково, Врещеница, Липчища, Люпчища, Вургарели, Клисура, Грибово, Граменица, Миляна, Враня, Врачища, Зеленица, Карица, Муха, Монастир, Граница, Тополяни, Лепяна, Дромища, Воница, Зерково, Голяни, Завища, Лепени, Маврово, Зиляхово, Довичино, Триклища, Селища, Горица, Мокища, Хрисовица, Сермон, Селица.
От столицата на Епир – Янина е родом православният светец Свети Никола Нови Софийски. Албанецът Али Паша, управител на Епир, се опитва около 1800 година да създаде независима държава, но е убит от османците през 1821 година.  От 1913 година Епир е в състава на Гърция.